# Bad Lausick
Bad Lausick är en tysk stad och kurort i distriktet (Landkreis) Leipzig i förbundslandet Sachsen.  Staden har cirka 8 000 invånare. Staden ingår i förvaltningsområdet Bad Lausick tillsammans med kommunen Otterwisch.
Samhället ligger vid järnvägslinjen Leipzig–Chemnitz mellan de större städerna Grimma och Borna.

## Historia
Orten grundades av sorber med namnet Luzke som betyder ungefär träsk- och gräsmark. 1158 omnämndes samhället som ort med fortifikation och marknad. 1605 fick Lausick stadsrättigheter. Staden utvecklades långsamt på grund av flera eldsvådor, epidemier och krig.  Under 1800-talet etablerades dagbrott i området för att bryta brunkol. Under dessa arbeten upptäcktes källor med mineralrikt vatten. Vattnet användes i nybyggda badanläggningar. 1918 godkändes staden som kurort och får sedan dess kalla sig Bad. Under andra världskriget omvandlades den största byggnaden för badgästerna till lasarett för Wehrmacht. Bad Lausick bombades inte under krigets slutskede. Under den östtyska tiden bedrevs kurbadet officiellt som sjukhus. 1989 övergick sjukhuset i kommunens ägo och senare öppnade två privata kliniker i staden.

## Sevärdheter
- Ursprunglig romansk kyrka med en orgel av Gottfried Silbermann.
- Stadsmuseet.
- Kurparken.
- Slottet Steinbach i ortsdelen med samma namn.
- Flera milstolpar för det sachsiska postväsen.

## Politik
Bad Lausicks stadsråd bildas sedan maj 2014 av ledamöter från följande partier:
- CDU: 7 (inklusive borgmästare)
- Die Linke: 5
- Oberoende väljare: 3
- AfD: 2
- SPD: 1

## Bilder

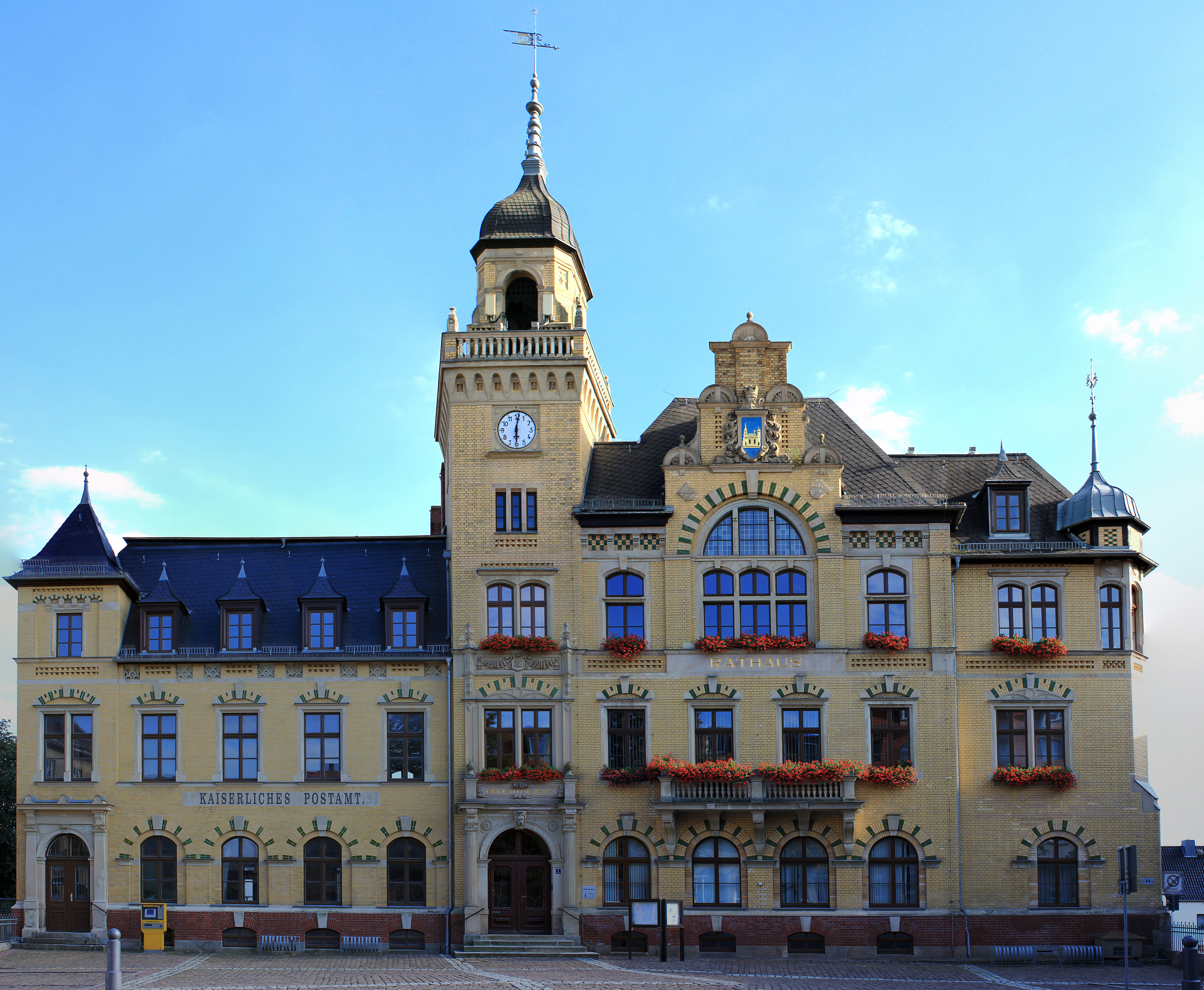
Rådhuset
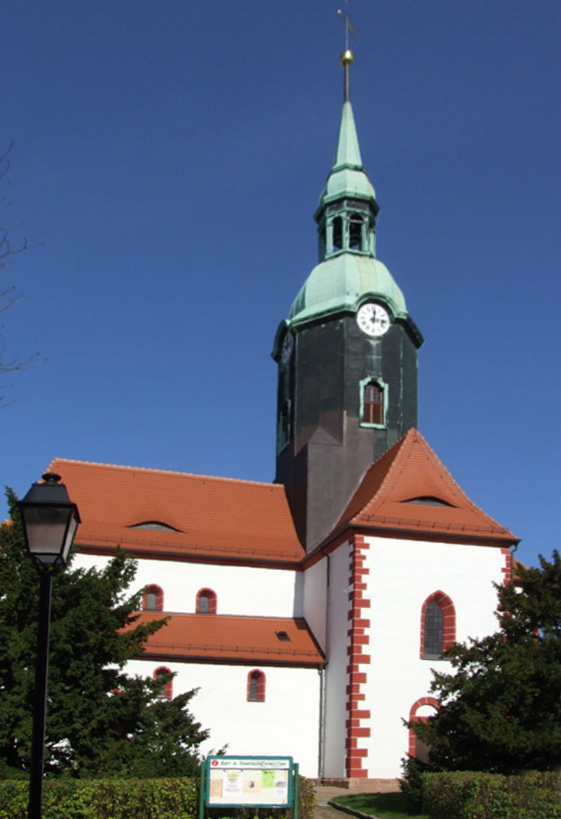
Kyrka St. Kilian
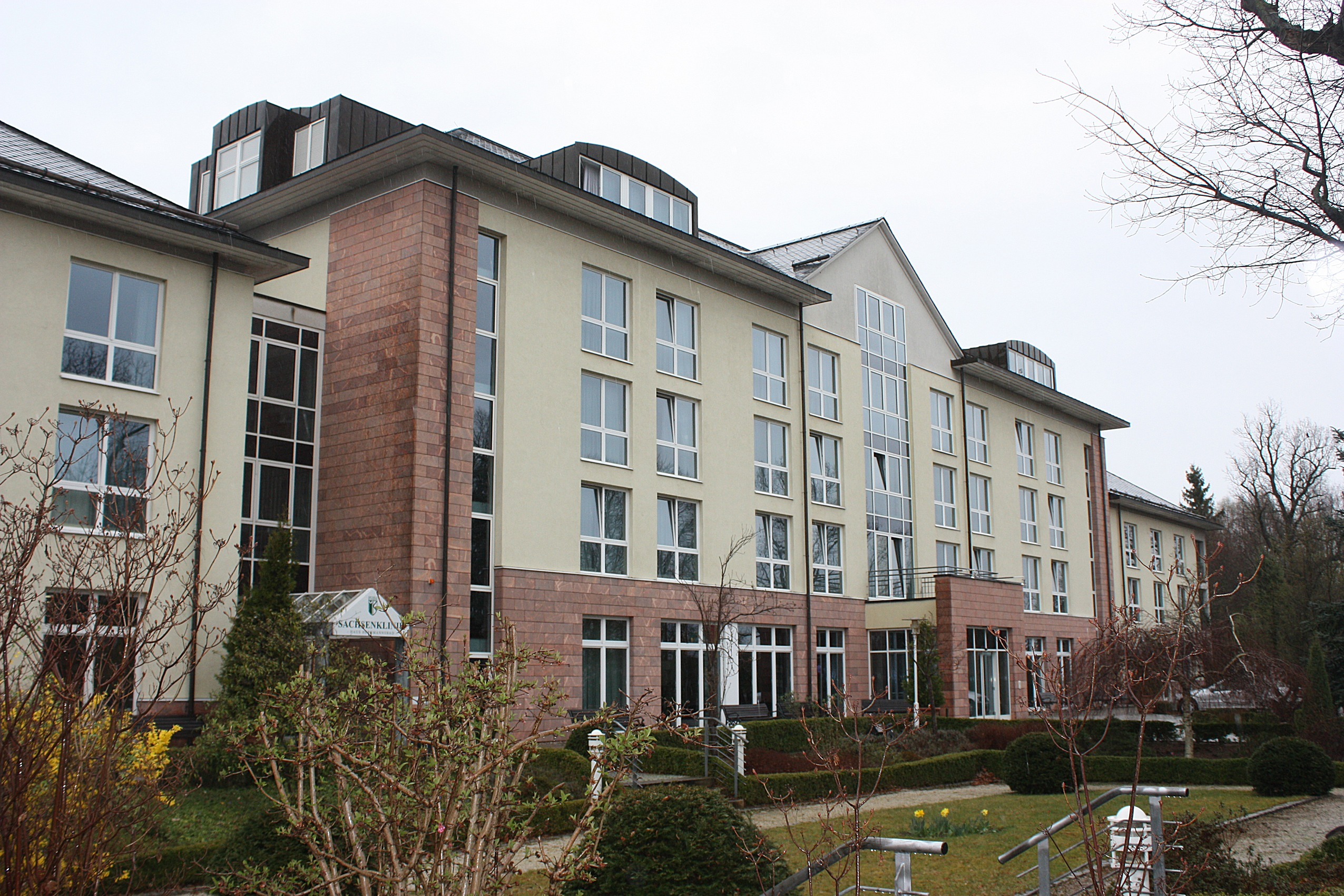
Hotel för badgäster
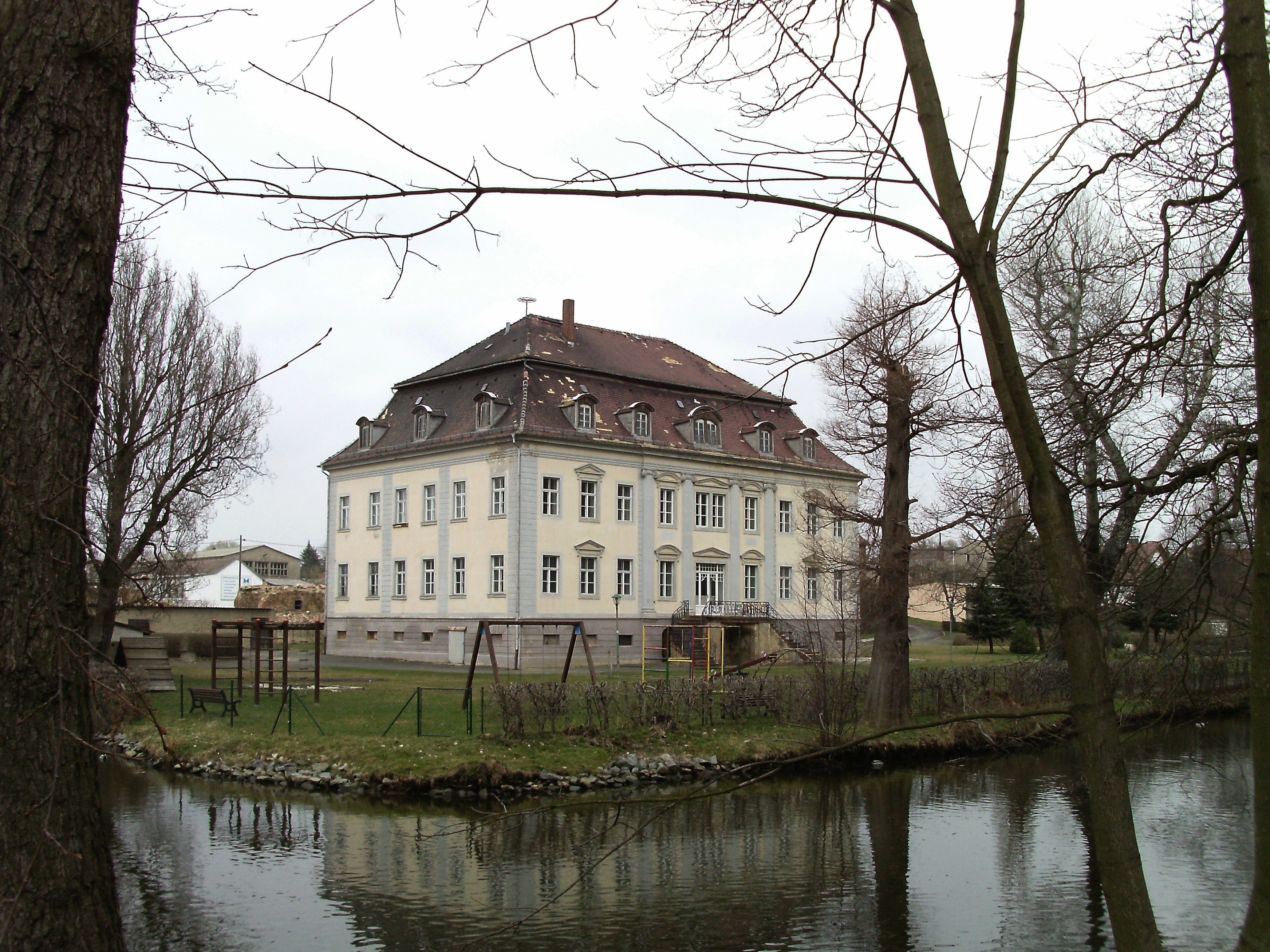
Slottet Steinbach